# Rampage (australische Band)
Rampage war eine australische Thrash-Metal-Band aus Melbourne, die ca. 1985 gegründet wurde und sich ca. 1988 wieder auflöste.

## Geschichte
Die Band wurde ca. 1985 von Gitarrist und Sänger George Mitrov gegründet. Im ersten Jahr der Bandexistenz war Mitrov das einzige permanente Mitglied der Band, bis im Jahr 1986 Bassist David Frew und Schlagzeuger Bruno Canziani zur Band kamen. Im selben Jahr folgte das erste Demo Acid Storm, das vier Lieder umfasste. Im Jahr 1988 folgte das erste und einzige Album Veil of Mourn. Ein wenig später löste sich die Band wieder auf. Im Jahr 2011 wurde das Album mit einer zusätzlichen DVD über Area Death Productions wiederveröffentlicht.

## Stil
Die Band spielte technisch anspruchsvollen Thrash Metal vergleichbar mit Master's Control von Liege Lord, wobei Veil of Mourn aggressiver ausfiel. Die Band verarbeitete teilweise Einflüsse aus Power- und Death-Metal, wobei der Gesang variabel bzw. teilweise recht hoch ausfiel.

## Diskografie
- 1986: Acid Storm (Demo, Eigenveröffentlichung)
- 1988: Veil of Mourn (Album, Quasi Productions)